# Hansi Flick
Pour les articles homonymes, voir Flick.
Hans-Dieter Flick, dit Hansi Flick, né le 24 février 1965 à Heidelberg (RFA, aujourd'hui l'Allemagne), est un ancien footballeur allemand, reconverti en entraîneur.
De 2006 à 2014, il est l'adjoint de Joachim Löw à la tête de l'équipe d'Allemagne. 
De 2014 à 2017, il travaille au sein de la fédération allemande de football. 
Le 3 novembre 2019, il est nommé entraîneur du Bayern Munich. Il prend les commandes de l’équipe championne d’Allemagne et parvient à réaliser un sextuplé inédit : Bundesliga, Ligue des Champions, Coupe d'Allemagne, Supercoupe d'Allemagne, Supercoupe d'Europe et Coupe du Monde des Clubs.
Le 1er août 2021, il prend ses fonctions de sélectionneur de la Nationalmannschaft à la suite du départ de Joachim Löw.
En mai 2024, il devient entraîneur du FC Barcelone.

## Carrière
Flick réalise une carrière de joueur au poste de milieu de terrain. Il joue notamment 104 matchs de championnat (et marque cinq buts) avec le Bayern Munich entre 1985 et 1990, avec lequel il remporte le championnat à quatre reprises (1986, 1987, 1989 et 1990), ainsi que la coupe d'Allemagne en 1986.
Il dispute la finale de la Coupe des clubs champions européens 1987, perdue face au FC Porto. Il évolue ensuite au FC Cologne, avant de quitter le football professionnel en 1993 après une blessure.
Il rejoint alors le Victoria Bammental, un club amateur dont il devient l'entraîneur-joueur en 1996.
En 2000, Flick poursuit sa carrière d'entraîneur au TSG 1899 Hoffenheim, en troisième division allemande. Il y reste plusieurs saisons avant d'être limogé en novembre 2005. Il rejoint ensuite le Red Bull Salzbourg comme entraîneur adjoint, auprès de Giovanni Trapattoni et Lothar Matthäus.
Le nouveau sélectionneur allemand Joachim Löw le choisit comme adjoint le 23 août 2006. Lors du quart de finale de l'Euro 2008 remporté face au Portugal, il se trouve en position d'entraîneur principal sur le banc allemand du fait de l'expulsion de Löw lors du match précédent. La sélection allemande termine ensuite à la troisième place de la Coupe du monde 2010, atteint les demi-finales de l'Euro 2012 et remporte la Coupe du monde 2014. Après ce dernier succès, Flick devient directeur sportif de la Fédération allemande de football.
En août 2019, il est nommé par Niko Kovač en tant qu'entraineur adjoint du Bayern Munich.
Le 3 novembre 2019, il devient l’entraîneur du Bayern Munich à la suite du licenciement de Niko Kovač : Flick conduit l'équipe en crise à son arrivée vers un sextuplé historique (Championnat, Coupe nationale, Ligue des Champions, Supercoupe de l'UEFA, Supercoupe nationale, Mondial des clubs) égalant par ailleurs le FC Barcelone de Pep Guardiola, en remettant en place une stratégie tournée vers l'offensive et un pressing intense.
Le 3 avril 2020, son contrat avec le FC Bayern est prolongé jusqu'au 30 juin 2023,.
En fin de saison 2020-2021, il annonce qu'il partira du Bayern Munich. Quelques jours après le dernier match, il est nommé sélectionneur de l'équipe d'Allemagne, poste qu'il occupe à partir du 1er août 2021 en remplacement de Joachim Löw avec un contrat s'étendant jusqu'en 2024. Sous sa direction, l'Allemagne est éliminée au premier tour de la Coupe du monde 2022 après une défaite face au Japon (1-2), un nul face à l'Espagne et une victoire face au Costa Rica, ce qui place l'Allemagne troisième du groupe derrière les deux qualifiés japonais et espagnols. Après cette élimination, Flick annonce vouloir rester en fonction et est confirmé comme sélectionneur par la fédération allemande.
En septembre 2023, après une défaite 4-1 face au Japon en match amical, Hansi Flick est licencié de son poste de sélectionneur ; Julian Nagelsmann lui succède.
Le 29 mai 2024, il est nommé entraîneur du FC Barcelone, avec un contrat de deux ans,. Le 12 janvier 2025, il remporte son premier titre avec le Barça en battant 5 à 2 le Real Madrid en finale de la Supercoupe d'Espagne.
Le 26 avril 2025, il remporte la Copa Del Rey en battant 3-2 le Real Madrid en finale.

## Statistiques détaillées
| Club           | Début            | Fin               | Résultats | Résultats | Résultats | Résultats | Résultats |
| Club           | Début            | Fin               | M         | V         | N         | D         | V. %      |
| -------------- | ---------------- | ----------------- | --------- | --------- | --------- | --------- | --------- |
| TSG Hoffenheim | 1er juillet 2000 | 19 novembre 2005  | 195       | 88        | 46        | 61        | 45,13     |
| Bayern Munich  | 3 novembre 2019  | 1er juillet 2021  | 86        | 70        | 8         | 8         | 81,39     |
| Allemagne      | 1er août 2021    | 10 septembre 2023 | 25        | 12        | 7         | 6         | 48,00     |
| FC Barcelone   | 29 mai 2024      |                   | 56        | 41        | 7         | 8         | 73,21     |
| Total          | Total            | Total             | 362       | 211       | 68        | 83        | 58,29     |

## Palmarès

### Joueur

#### Bayern Munich
- Championnat d'Allemagne
  - Champion : 1986, 1987, 1989 et 1990
  - Vice-champion : 1988
- Supercoupe d'Allemagne
  - Vainqueur : 1987
  - Finaliste : 1989
- Coupe des clubs champions européens
  - Finaliste : 1987

### Entraîneur

#### Bayern Munich
- Championnat d'Allemagne
  - Champion : 2020 et 2021
- Coupe d'Allemagne
  - Vainqueur : 2020
- Ligue des champions de l'UEFA
  - Vainqueur : 2020
- Supercoupe de l'UEFA
  - Vainqueur : 2020
- Supercoupe d'Allemagne
  - Vainqueur : 2020
- Coupe du monde des clubs de la FIFA
  - Vainqueur: 2020

#### FC Barcelone
- Champion d'Espagne
  - Vainqueur : 2025
- Supercoupe d'Espagne
  - Vainqueur : 2025
- Coupe d'Espagne
  - Vainqueur : 2025

### Distinctions personnelles
- Entraîneur allemand de l'année en 2020
- Meilleur entraîneur de l'année UEFA en 2020
- Entraîneur de la saison de LaLiga 2024/2025